# Ocell sedós americà
L'ocell sedós americào ocell sedós dels cedres (Bombycilla cedrorum) és una espècie d'ocell de la família dels bombicíl·lids (Bombycillidae). Habita boscos, horts i ciutats de Nord-amèrica, criant des d'Alaska, Colúmbia Britànica i Alberta, cap a l'est, a través del centre del Canadà fins a Terranova i Nova Escòcia, cap al sud fins a Califòrnia, Utah, Colorado, Kansas, Missouri i nord d'Alabama. En hivern arriben fins a Mèxic, les Antilles, Amèrica Central i zona limítrofa de Colòmbia. Habita els boscos temperats i els boscos tropicals i subtropicals de frondoses humits de les terres baixes. El seu estat de conservació es considera de risc mínim.